# Andrzej Grzesik
Andrzej Marek Grzesik (ur. 4 stycznia 1967 w Lublińcu) – polski polityk, rolnik, poseł na Sejm IV i V kadencji.

## Życiorys
Uczył się w Wieczorowym Technikum Rolniczym w Gocławicach, naukę przerwał w 1987 na semestr przed maturą. W tym samym roku zaczął prowadzić indywidualne 120-hektarowe gospodarstwo rolne w Lubecku (produkcja roślinna). Później uzyskał wykształcenie średnie zawodowe. W latach 90. pracował w Niemczech m.in. w fabryce tapet i jako kelner w restauracji.
Należał do Ochotniczej Straży Pożarnej w Lubecku. Zasiadał w radzie Agencji Rynku Rolnego. W 1999 został przewodniczącym regionalnym ZZR „Samoobrona” w województwie śląskim. W 2001 stanął na czele władz wojewódzkich Samoobrony RP.
W wyborach parlamentarnych w 2001, otrzymawszy 10 196 głosów, uzyskał mandat poselski na Sejm IV kadencji jako kandydat tej partii z okręgu częstochowskiego. Był członkiem stałej Komisji Infrastruktury, Komisji ds. Służb Specjalnych (dwukrotnie sprawował rotacyjną funkcję jej przewodniczącego) oraz specjalnej komisji śledczej ds. PKN Orlen. Od 2002 do 2005 był delegatem do Zgromadzenia Parlamentarnego Rady Europy. Pełnił także funkcję sekretarza Sejmu.
W wyborach w 2005 po raz drugi został posłem (9501 głosów). Zasiadał m.in. ponownie w Komisji ds. Służb Specjalnych (jako wiceprzewodniczący) oraz w Komisji Obrony Narodowej. W przedterminowych wyborach parlamentarnych w 2007 bezskutecznie ubiegał się o reelekcję (dostał 1871 głosów).
Po wyborach odszedł z Samoobrony RP i przystąpił do Partii Regionów, w której objął funkcję sekretarza generalnego. W 2009 przeszedł do Libertas Polska i był kandydatem tego ugrupowania do Parlamentu Europejskiego (otrzymał 508 głosów). Powrócił do prowadzenia gospodarstwa oraz własnej firmy.

## Życie prywatne
Mieszka w Lubecku koło Lublińca. Żonaty, ma dwoje dzieci.